# ツォツィル語
ツォツィル語 [ˈ(t)soʊtsɪl]（ツォツィルご、英: Tzotzil、原語名 Bats'i k'opまたはBatz'i k'op [ɓät͡sʼi kʼɔpʰ]）とはメキシコのチアパス州でインディヘナのツォツィル族により話されているマヤ語の一つである。大半の話者はスペイン語を第二言語とするバイリンガルである。Central Chiapasには、ツォツィル語で授業を行う小中学校も存在する。ツェルタル語がツォツィル語と最も関連深い言語で、両者はマヤ語族のツェルタル・グループを形成する。ツェルタル語やツォツィル語、チョル語はチアパスでは最も広く話されている言語である。また、自称であるBats'i k'opは〈真の言葉〉を意味する。

## 方言
ツォツィル語にはチアパス州内の地域名にちなんだ六つの方言（チャムーラ、シナカンタン、サン・アンドレス・ララインサル、ウイシュタン、チェナロー、ベヌスティアーノ・カランサ）があり、相互理解可能性もまちまちである。

## 表記揺れについて
インディヘナ言語・芸術・文学センター（CELALI）は2002年、言語名（ならびに民族名）はTzotzilよりTsotsilと綴られるべきであるとした。

## 音韻論

### 母音
ツォツィル語には五つの母音がある。oとuは円唇と非円唇の間で揺れ動き、非円唇母音をそれぞれö、üと綴ることも提唱されている。
|      | 前舌  | 中舌  | 後舌    |
| ---- | ----- | ----- | ------- |
| 狭   | i [i] |       | u [ü ɯ] |
| 中央 | e [e̞] |       | o [o̞ ɤ̞] |
| 広   |       | a [ä] |         |

声門化子音の前では、母音は長母音化や緊張化する模様である（例: tak'in 〈お金〉のa）。

### 子音
|        | 唇         | 唇         | 歯茎        | 歯茎          | 硬口蓋   | 硬口蓋    | 軟口蓋 | 軟口蓋  | 声門  |       |
| 帯気   | 放出       | 帯気       | 放出        | 帯気          | 放出     | 帯気      | 放出   |         | 声門  |       |
| ------ | ---------- | ---------- | ----------- | ------------- | -------- | --------- | ------ | ------- | ----- | ----- |
| 鼻     | m [m]      | m [m]      | n [n]       | n [n]         |          |           |        |         |       |       |
| 破裂   | b [b̪]      | p' [pʼ]    | t [tʰ]      | t' [tʼ]       |          |           | k [kʰ] | k' [kʼ] | ' [ʔ] |       |
| 破擦   | p [ɸʰ]     |            | ts/tz [tsʰ] | ts'/tz' [tsʼ] | ch [tʃʰ] | ch' [tʃʼ] |        |         |       |       |
| 摩擦   | v [v], [f] | v [v], [f] | s [s]       | s [s]         | x [ʃ]    | x [ʃ]     |        |         | j [ħ] | j [ħ] |
| 接近   |            |            | l [l]       | l [l]         | y [j]    | y [j]     |        |         |       |       |
| はじき |            |            | r [ɾ]       | r [ɾ]         |          |           |        |         |       |       |

/v/は子音連結中や早口で話される際には無声化して[f]という発音となる場合がある。
/b/は特に母音間や語頭に位置する際に入破音[ɓ]となることが多い。また、語頭でわずかに声門音化される。
/kʰ pʰ tʰ/は語末において更に帯気が激しくなる。
/w d f ɡ/はよく現れるが、借用語に限られる（例: bweno < スペイン語 bueno）。
帯気音や放出音は音韻的な対照性をなす。たとえばkok、kok'、k'ok'の三つはいずれも〈私の脚〉、〈私の舌〉、〈火〉という様に全く異なる意味を持つ。

### 音節構造
ツォツィル語の単語は全て子音で始まる（声門閉鎖音もありえる）。子音連結は許容されるが、ほぼ常に語の最初で見られ、接頭辞と語根から成るものである。ツォツィル語において語根は以下の様な形で現れる。
※…Cは子音、Vは母音を表す。
1. CVC （例: t'ul 〈うさぎ〉）
2. CV （例: to 〈依然〉）
3. CVCVC（例: bik'it〈小さい〉）
4. CV(C)VC（例: xu(v)it 〈（ミミズ型の）虫〉）、二番目の子音は方言によっては脱落する）
5. CVC-CVC（例: ’ajnil 〈妻〉）
6. CVCV （例: ’ama 〈笛〉)
7. CVC-CV （例: vo'ne 〈昔に〉）

最も一般的な組み合わせはCVCである。ほとんど全てのツォツィル語の単語はCVCの語根に何らかの接辞がつけられたものと分析される。

### 強勢と抑揚
普通発話において強勢は語ごとに語根の最初の音節に置かれ、句の最後の語に著しい強勢が置かれる。孤立している語の場合、最初の強勢は-luh〈一人称複数排除の接尾辞〉のある感情動詞（affective verb）や二音節の重複した語幹を除き最後の音節に置かれる。こうした要素から、強勢は必ず予測できるものではないため、アキュートアクセントで示される。ツォツィル語の変種のうちベヌスティアノ・カランサのサン・バルトロメ・デロス・リャノス（San Bartolomé de Los Llanos）のものは、Sarles (1966) により二種類の音韻的な声調を有していると分析された。しかし、エリベルト・アベリノ（Heriberto Avelino）による2010年の研究調査では、声調の対照性を明確に確認することはできなかった。

### 音韻学的過程
- 母音間で/b/は前声門化され、これに子音が続く場合にb音は「声門閉鎖音 + 有声のm」となる。語末の位置において、b音は「声門閉鎖音 + 無声のm」となる。従ってtzeb 〈少女〉は[tseʔm̥]という発音となる。
- 接辞を加えた結果二重の摩擦音となる場合、片方のみが発音される。従ってxx, ss, nn, jjはそれぞれx [ʃ]、s [s]、n [n]、j [h]という発音とする必要がある。たとえば、ta ssut 〈彼は戻ってくるところだ〉は[ta sut]と発音される。左記以外の二重子音はそのままの形で発音される。たとえば、動詞の構造中や同じ種類の子音が等位接続する音節で現れる語中のtztzやchchなどはそのまま重複して発音される（例: chchan 〈彼はそれを悟る〉 → [tʃ-tʃan]）。
- s音が接頭辞の一部としてch, ch', xで始まる語根に接続する場合、xに変化する。
- x音が接頭辞の一部として語頭や語尾にtzやsがある語根に接続する場合、 sに変化する。

## 形態論
ツォツィル語においては名詞、動詞、限定詞のみが語形変化し得る。

### 名詞
名詞は所有や反射関係、絶対接尾辞（absolutive suffix）によるindependent state、数や排除の接辞の他、行為者や名詞化の成語要素をとる。複合語は以下の三通りの方法によって形成され得る。
1. 名詞の語根 + 名詞の語根 （例: jol-vitz 〈頂上〉 「頭-丘」）
2. 動詞の語根 + 名詞の語根 （例: k'at-in-bak 〈地獄〉 「燃やす-骨」
3. 限定詞の語根 または 不変化詞 + 名詞の語根 （例: unen-vinik 〈小人〉 「小さい-人」）

名詞につく接頭辞の例としては〈飼い馴らされていない動物〉を示すx-が挙げられる（例: x-t'el 〈大トカゲ〉）。
名詞複数形を作るための接尾辞は名詞が所有されるものであるか否かなどに基づいて変化する。
1. -t-ik, -ik 所有されるものを表す名詞を複数形にするために用いられる接尾辞で、所有の接頭辞と関連性を持つ（例: s-chikin-ik 〈彼の/彼女の/彼らの耳〉、k-ich'ak-t-ik 〈私たちの爪数枚〉）
2. -et-ik 所有されないものを表す名詞を複数形にするために用いられる接尾辞（例: vitz-et-ik 〈いくつかの丘〉、mut-et-ik 〈鳥たち〉）
3. -t-ak 二つで一組のものを表すものや、物と所有者との組み合わせを複数形とするための接尾辞（例: j-chikin-t-ak 〈私の両耳〉、s-bi-t-ak 〈彼らの名〉）。

身体の一部や親族を表す語彙などの名詞は必ず所有されるものと見做される。こうした名詞は基本的に所有の接頭辞無しで用いることが不可能で、例外は絶対接尾辞と共に用いることによって所有者が限定されないことを表す場合である。所有接頭辞は以下のものが挙げられる。
|        | 単数     | 複数                    | 複数                                                                                           |
| 包含   | 単数     | 排除                    |                                                                                                |
| ------ | -------- | ----------------------- | ---------------------------------------------------------------------------------------------- |
| 一人称 | k- / j-  | k-...-t-ik / j-...-t-ik | k-...-kutik（シナカンタン方言: k-...-tikotik） / j...-kutik（シナカンタン方言: j-...-tikotik） |
| 二人称 | av- / a- | av-...-ik / a-...-ik    | av-...-ik / a-...-ik                                                                           |
| 三人称 | y- / s-  | y-...-ik / s-...-ik     | y-...-ik / s-...-ik                                                                            |

二種類の接頭辞のうち、左側のものは母音で始まる語根の前で、右側のものは子音で始まる語根の前でそれぞれ用いられるものである。たとえば、k- + ok → kok 〈私の脚〉、j- + ba → jba 〈私の顔〉の様になる。なお、この所有接辞は他動詞の主語を表す際にも用いられる。
絶対接尾辞は通例-ilであるが、-el、-al、-olといった別形も存在する（例: k'ob-ol 〈誰かの手〉）。

### 動詞
動詞には相、時制、pronominal subject and objectの接辞や状態、態、法、数の成語要素がつく。これらもやはり以下の三通りの方法により複合語を形成することが可能である。
1. 動詞 + 名詞 （例: tzob-tak'in 〈集金する〉）
2. 動詞 + 動詞 （例: mukul-milvan 〈殺害する〉）
3. 限定詞 + 動詞 （例: ch'ul-totin 〈名親となる〉）[10]

また、動詞体系には能格性が認められる（#動詞の照応を参照）。能格（人称A）を表す接辞は所有接辞に等しい。絶対格（人称B）を表す接辞は接頭辞と接尾辞の二種類が存在し、方言によって用いられ方にばらつきが見られる。
|        | 単数                              | 複数      | 複数                                         |
| 包含   | 単数                              | 排除      |                                              |
| ------ | --------------------------------- | --------- | -------------------------------------------- |
| 一人称 | i-, -un （シナカンタン方言: -on） | i-, -utik | i-, -unkutik （シナカンタン方言: -otikotik） |
| 二人称 | a-, -ot                           | a-, -oxuk | a-, -oxuk                                    |
| 三人称 | なし                              | -ik       | -ik                                          |

### 限定詞
限定詞とは述語として機能するものの、動詞にも名詞にも属さない語のことである。英語ではadjective（形容詞）と訳すことができる場合が多い。動詞の様に相によって語形変化する訳ではなく、名詞のように名詞句の先頭に立つことや所有接辞と結びつくことができる訳でもない。限定詞が複合語の一部となるには以下の三通りの方法がある。
1. 動詞の語根 + 名詞 （例: ma'-sat 〈盲目の〉 「良くない-目」）

残り二つは色に関するものである。
2. 色の限定詞 + 動詞の語根 + 成語要素 -an 〈陰、陰のかかった色の〉 （例: k'an-set'-an 〈黄の陰〉）
3. 色の限定詞の繰り返し + -t-ik 〈複数化の接尾辞〉 （例: tzoj-tzoj-t-ik < tzoj "赤" この構造は色の強さを示唆する。）

### 冠詞
ツォツィル語には定冠詞が存在する。ti, li, iといったヴァリエーションが存在し、定冠詞で修飾された語の末尾には接語-eが付加される（例: vinik 〈人〉 → ti vinik-e）。

## 統語論
ツォツィル語の基本語順はVOS型（動詞-目的語-主語）である。主語や直接目的語は格としては表されない。述語は主語や直接目的語と共に人称や、数にも一致する。強調されない人称代名詞は常に省かれる。

### 動詞の照応
ツォツィル語の照応体系は能格-絶対格型であるため、自動詞の主語と他動詞の直接目的語とは同じ接辞の組によって表され、他動詞の主語はそれとは異なる接辞の組によって表される。たとえば、以下の文に用いられている接辞を比較されたい。
- l- i- tal -otik 〈私たち（包括）が参った〉
- 'i j- pet -tik lok'el ti vinik -e 〈私たち（包括）が人をさらった〉

一つ目の文においては自動詞tal〈来る〉に-i-...-otikという主語が一人称・複数・包括であることを示す接辞が付加されているが、もう一方の文においては動詞pet〈運ぶ〉が他動詞であるため一人称・複数・包括であることを示すためにj-...-tikという別の接辞が用いられている。
- l- i- s- pet -otik 〈彼が私たち（包括）をさらった〉

そしてこの三つ目の文から、一人称・複数・包括では目的語〈私たちを〉は一人称・複数・包括の自動詞主語〈私たちが〉と同じ-i-...-otikという接辞で表されていることが見てとれる。故に、-i-...-otikは一人称・複数・包括の絶対格用のマーカーで、j-...-tikは同じ人称・数・包括性の能格用のマーカーである。
またl- i- s- pet -otikの文からは三人称用の能格マーカーがs-であることも分かるが、これは三人称の絶対格用マーカーがØ、つまり無しであることと対照を為している（参考: 'i- tal 〈彼/彼女/それ/彼らが来た〉）。
サン・アンドレス・ララインサル方言において他動詞の取りうる形態は大まかに以下の通りである。
| maj 〈ぶつ〉 | maj 〈ぶつ〉 | maj 〈ぶつ〉 | 目的語 | 目的語 | 目的語 |
| maj 〈ぶつ〉 | maj 〈ぶつ〉 | maj 〈ぶつ〉 | 一人称 | 二人称 | 三人称 |
| ------------ | ------------ | ------------ | ------ | ------ | ------ |
| 主語         | 一人称       | 不完全相     | -      | ajmaj  | jmaj   |
| 主語         | 一人称       | 完全相       | -      | jmajot | jmaj   |
| 主語         | 二人称       | 不完全相     | amajun | -      | amaj   |
| 主語         | 二人称       | 完全相       | amajun | -      | amaj   |
| 主語         | 三人称       | 不完全相     | ismaj  | asmaj  | smaj   |
| 主語         | 三人称       | 完全相       | lismaj | smajot | smaj   |

### 数の表し方
多くの名詞と共に、数は数えられるものの特徴に対応する助数詞と必ず組み合わせられる。数-助数詞と組み合わせたものは、数えられる名詞の前に来る。たとえばvak-p'ej na 〈六軒の家〉において、〈丸いもの〉や〈家〉、〈花〉などに用いられる助数詞-p'ejは数vak 〈六〉と結びつき、na 〈家〉の前に来ている。

## 語彙の例
| 日本語       | ツォツィル語 |
| ------------ | ------------ |
| 一           | jun          |
| 二           | chib         |
| 三           | 'oxib        |
| おかね       | tak'in       |
| トルティーヤ | vaj          |
| 顔           | satil        |
| 家           | na           |
| 水           | vo'          |
| 木           | te'          |
| 川           | 'uk'um       |

また、スペイン語からの借用語も多く存在する。
- rominko < domingo 〈日曜日〉
- pero < pero 〈しかし〉
- preserente  < presidente 〈大統領〉
- bino < vino 〈ワイン〉[14][15]

## 辞書・文法書
1975年、スミソニアン博物館が3000語から成るツォツィル語の英語訳辞書を製作した。ツォツィル語の単語一覧表や文法書は19世紀末にまで遡り、特に重要であるのはオットー・シュトルの Zur Ethnographie der Republik Guatemala（1884年）である。

## 典礼における使用
2013年、教皇フランチェスコ1世はミサの祈祷文や秘蹟の儀式をツォツィル語やツェルタル語に翻訳することを認めた。

## メディア
ツォツィル語のラジオ番組はCDI (en) のラジオ局XEVFS（ラス・マルガリタス）やコパイナラのXECOPAによって放送されている。